# Política de las diásporas
La política de las diásporas es el comportamiento político de las diásporas étnicas transnacionales, su relación con sus patrias étnicas y sus estados anfitriones, y su papel prominente en los conflictos étnicos. El estudio de la política de la diáspora forma parte del campo más amplio de los estudios de la diáspora. 

## Contexto
Para entender la política de una diáspora, primero hay que entender su contexto histórico y sus vínculos. Una diáspora es una comunidad transnacional que se define como un grupo étnico singular basado en su identidad común. Las diásporas son el resultado de la emigración histórica de una patria original. En los casos modernos, esta migración puede ser históricamente documentada y la diáspora asociada a un territorio determinado. Si este territorio es en realidad la patria de un grupo étnico específico, es una cuestión política. Cuanto más antigua es la migración, menos evidencias hay para el evento: en el caso del pueblo gitano la migración, la patria y la ruta de migración aún no se han determinado con precisión. Una reivindicación de una patria siempre tiene connotaciones políticas y a menudo se discute. 
Las diásporas autoidentificadas otorgan gran importancia a su patria, debido a su asociación étnica y cultural con ella, especialmente si ha sido "perdida" o "conquistada". Esto ha conducido a movimientos étnicos nacionalistas dentro de varias diásporas, lo que a menudo ha dado lugar al establecimiento de una patria soberana. Sin embargo, incluso cuando se han establecido, es raro que la población de la diáspora completa regrese a su patria, y la comunidad de la diáspora restante suele mantener un vínculo emocional significativo con la patria y la población co-étnica allí.
Las comunidades étnicas de la diáspora son ahora reconocidas por los académicos como "inevitables" y "endémicas" características del sistema internacional, escriben Yossi Shain y Tamara Cofman Wittes por las siguientes razones: 
1. En primer lugar, dentro de cada uno de los estados anfitriones de la diáspora, los miembros residentes pueden organizarse a nivel nacional para maximizar su influencia política.
2. En segundo lugar, una diáspora puede ejercer una presión significativa en el ámbito político nacional de su país de origen sobre cuestiones que preocupan a la diáspora.
3. Últimamente, la comunidad transnacional de una diáspora puede comprometerse directamente con terceros estados y organizaciones internacionales, en efecto eludiendo a sus gobiernos nacionales y de los estados anfitriones.

Así pues, las diásporas se perciben como entidades políticas transnacionales, que actúan "en nombre de todo su pueblo" y son capaces de actuar independientemente de cualquier Estado individual (su patria o su Estado anfitrión). Paralelamente, la participación de derecho al voto en el exterior puede significar una enorme fuerza política a la hora de una elección nacional.